# Deuterolabops eupitheciae
Deuterolabops eupitheciae är en stekelart som först beskrevs av Carl Gustav Alexander Brischke 1878.  Deuterolabops eupitheciae ingår i släktet Deuterolabops och familjen brokparasitsteklar. Inga underarter finns listade i Catalogue of Life.